# Articulação interfalangeana da mão
A articulação interfalangeana da mão é a articulação encontrada entre as falanges da mão. 